# Edgar Stiles
Edgar Stiles fiktív szereplő a 24 című sorozatban, szerepét Louis Lombardi játssza.

## Szereplései
|  | Alább a cselekmény részletei következnek! |

### A 4. évadban
Edgar ebben az évadban kezd el a CTU-ban dolgozni. Chloe O’Brian beosztottja, akivel jóban van, és a barátjának tekinti. Chloe is szereti Edgart, de szerinte „egy pancser, de jó fej”.
Edgar felfedezi, hogy Marianne Taylor nem teljesen tiszta, és segít terroristáknak. De Marianne cselekszik, és elkezdi zsarolni Edgart. Végül Edgrnak sikerül lebuktatnia Marianne-t, és elismerést szerez. De beárnyékolja örömét, hogy magatehetetlen édesanyja meghal a terrortámadások következtében. Edgar munkájára nagy szüksége van a CTU-nak, és ezért arra kérik, hogy dolgozzon tovább. Edgar úgy dönt, hogy marad és segít. Chloe-nak az egyik részben terepre kell mennie, ahol ő még soha nem volt, és Edgar segíteni akar rajta. Chloe bajba keveredik, de túléli az akciót.

### Az 5. évadban
Edgar továbbra is a CTU csapatát erősíti, még mindig Chloe beosztottjaként. Mikor Chloe nem ér be időre Edgar megijed, hogy Chloe-nak valami baja történt, és ezért szól Spenser Wolff-nak, aki ezt nem veszi komolyan. Amikor megtudják, hogy Chloe-t meg akarták ölni, Edgar Spenser-t hibáztatja. Később kiderül, hogy Spenser a terroristákat segíti, és Edgar megintcsak segít az áruló lebuktatásában. 6:59 perckor Sentox ideggázzal megtámadják a CTU épületét. Észreveszi Carrie Bendis, Edgar alkalmazottja, hogy valami nincs rendben, és szól Edgarnak. Edgar egy picit durván szól hozzá, hogy nincs ideje megnézni, és menjen Carrie helyette. Edgar bocsánatot akar kérni, mert azonnal megbánja ahogy beszél. Carrie megy tovább, nem hallgatja meg a bocsánatkérést. Edgar elkezd Carrie után kutatni, amikor elkezdik evakuálni az épületet. Edgar megtalálja Carrie hulláját, és elkezd kifelé futni. A helyiségeket lezárják, hogy védett legyen a Sentox-al szemben. De rengetegen kint rekednek a biztonságos zónán…
Chloe szörnyülködve nézi, ahogy kint emberek halnak meg. Ekkor meglátja az asztala felé futni Edgart. Edgar Chloe nevét mondja, és összeesik és meghal a gáztól. A rész végén az óra hang nélkül mutatja, hogy 6:59:59….
|  | Itt a vége a cselekmény részletezésének! |